# Liniec (obwód kurski)
Liniec (ros. Линец) – wieś (dieriewnia) w Rosji, w obwodzie kurskim, w rejonie żeleznogorskim. W 2021 liczyła 357 mieszkańców.